# Kilmasz Dżumalijew
Kilmasz Diusegalijewicz Dżumalijew (ros. Кильмаш Дюсегалиевич Джумалиев, ur. 1918 we wsi Priszyb obecnie w rejonie jenotajewskim w obwodzie astrachańskim (niektóre źródła podają wieś Prima w rejonie anatajewskim w obwodzie stalińskim), zm. 12 lutego 1945 k. Dębna) – radziecki wojskowy narodowości kazachskiej, młodszy sierżant, nagrodzony pośmiertnie tytułem Bohatera Związku Radzieckiego (1945).

## Życiorys
Urodził się w kazachskiej rodzinie chłopskiej. Miał wykształcenie podstawowe, pracował w kołchozie. W sierpniu 1941 został powołany do Armii Czerwonej, od października 1941 uczestniczył w wojnie z Niemcami. Walczył na Froncie Zachodnim, Południowo-Zachodnim, Woroneskim, 2 i 3 Ukraińskim i 1 Białoruskim. W styczniu 1945 jako zastępca dowódcy plutonu 9 kompanii strzeleckiej 267 gwardyjskiego pułku strzeleckiego 89 Gwardyjskiej Dywizji Strzeleckiej 5 Armii Uderzeniowej 1 Frontu Białoruskiego w stopniu młodszego sierżanta brał udział w operacji wiślańsko-odrzańskiej. 14 stycznia 1945 uczestniczył w natarciu z przyczółka magnuszewskiego na południe od Warszawy. Mimo krzyżowego ognia z wrogiego bunkra przeczołgał się niezauważony do centralnego bunkra, następnie celnymi rzutami kilkoma granatami wysadził go w powietrze razem z obsadą. Następnie po wdarciu się do okopu wroga ogniem z automatu zabił 8 niemieckich żołnierzy, otwierając drogę nacierającej radzieckiej piechocie, która zdobyła punkt oporu, a następnie pobliskie wzgórze. Rozwijając ofensywę, czerwonoarmiści zaatakowali kolejne wzgórze i podczas tego starcia Dżumalijew mimo silnego ostrzału jako pierwszy rzucił się do przodu, wrzucając do dwóch ziemianek wroga granaty i następnie otwierając ogień, zabijając 12 żołnierzy wroga. 12 lutego 1945 zginął w walce. Został pochowany w Dębnie.

## Odznaczenia
- Złota Gwiazda Bohatera Związku Radzieckiego (pośmiertnie, 27 lutego 1945)
- Order Lenina (pośmiertnie, 27 lutego 1945)
- Order Wojny Ojczyźnianej II klasy (14 października 1943)

I medale.